# Kamen Rider Build the Movie: Be the One
 (novembre 2019).
Si vous disposez d'ouvrages ou d'articles de référence ou si vous connaissez des sites web de qualité traitant du thème abordé ici, merci de compléter l'article en donnant les références utiles à sa vérifiabilité et en les liant à la section « Notes et références ».
Pour plus de détails, voir Fiche technique et Distribution.
Kamen Rider Build the Movie: Be the One (劇場版 仮面ライダービルド: ビー・ザ・ワン, Gekijō-ban Kamen Raidā Birudo: Bī Za Wan) est un film japonais centré sur Kamen Rider Build.
Le film est sorti le 4 août 2018 dans les salles de cinéma japonaises en compagnie avec Kaitou Sentai Lupinranger VS Keisatsu Sentai Patranger en film et le 9 janvier 2019 en DVD/Blu-Ray. Le film se déroule entre les épisodes 45 et 46 de la série télévisée.
Le film évoque, après les événements de la guerre civile japonaise, les gouverneurs nouvellement nommés de Seito, Hokuto et Touto. Ils se mettent d'accord dans leur mission de réunification du Japon. Cependant, ils sont secrètement membres de la tribu d’Evolto, la tribu Blood, qui ont tous assumé des positions du gouvernement afin de conquérir le monde entier. Comme Sento Kiryu est une menace pour leurs projets, ils mettent en place le Plan d'annihilation de Build (ビルド殲滅計画, Birudo Senmetsu Keikaku) en manipulant les amis de Sento ainsi que des simples civils contre lui. Avec Banjo Ryuga contre lui, Sento doit trouver un moyen de se battre et de survivre alors qu'il cherche la vérité pour empêcher la tribu Blood de réussir leur plan ultime qui consiste à détruire la Terre.

## Résumé
Après la fin de la guerre civile qui a déchiré le Japon, Kengo Inō, Ryōka Saiga et Mitsuomi Gōbara, les nouveaux gouverneurs de Touto, Hokuto et Seito révèlent un plan de réunification du pays, mais déclarent également que Kamen Rider Build est une menace et doit être traqué. Inō fait ensuite un lavage de cerveau des citoyens de Touto et les envoie attaquer Sento. Même ses amis Misora et Sawa deviennent ses ennemis, Sento s'enfuit de la foule qui le poursuit. Kazumi et Gentoku tentent de le protéger, mais sont capturés par Saiga, tandis que Ryūga est attaqué par Gōbara et Inō, qui lui font également subir un lavage de cerveau. Après s'être échappé, Sento enquête et découvre qu'Inō, Saiga et Gōbara font partie de l'équipage d'astronautes de Sōichi qui avait récupéré la Pandora Box de Mars et se rend compte qu'ils sont possédés par des monstres extraterrestres tout comme Sōichi qui était possédé par Evolto. Peu de temps après, Inō apparaît et envoie Ryūga (qui a subi un lavage de cerveau) pour le combattre. Sento étant vaincu, Ino lui dérobe l'Hazard Trigger et devient Kamen Rider Blood en utilisant le Build Driver et le Great Cross-Z Dragon de Cross-Z, l'Hazard Trigger et la Cobra Evolbottle. Evolto empêche Inō de tuer Sento et s'enfuit avec lui.
Une fois dans un lieu sûr, Evolto révèle à Sento qu'Inō dispose désormais de tous les éléments nécessaires pour détruire la Terre, à l'exception de la Pandora Box. Ayant perdu tout espoir, Sento se souvient des mots de son père sur la manière dont il doit travailler avec Ryūga pour sauver la planète. Il est ensuite contacté par Inō qui lui demande de lui remettre la Pandora Box. Le lendemain, Sento apporte la Pandora Box aux gouverneurs, mais au lieu de libérer Ryūga comme promis, Inō utilise l'Hazard Trigger pour fusionner avec Ryūga et les deux autres gouverneurs et devenir Kamen Rider Blood. Malgré l'utilisation du Genius Fullbottle, Build est vaincu par Blood, mais dans un dernier effort, il utilise la Gold Rabbit Fullbottle pour extraire Ryūga du corps de Blood et le restaurer. En réponse, Blood active l'Hazard Trigger associé à la Pandora Box et commence à creuser un trou jusqu'au centre de la Terre pour la détruire.
Gōbara et Saiga tentent d'empêcher Build de poursuivre après Blood, mais Gentoku et Kazumi, qui ont été sauvés de prison par Utsumi, les affrontent, alors qu'en utilisant ses pouvoirs, Vernage demande à Misora et Sawa de reprendre conscience et de fusionner temporairement les Rabbit, Dragon et Genius Fullbottle en Cross-ZBuild Can, que Sento utilise pour fusionner avec Ryūga et se transformer en Kamen Rider Build Cross-ZBuild. Tandis que Grease et Rogue détruisent leurs adversaires, Build poursuit Blood et le détruit, ramenant les citoyens de Touto à la normale. Evolto se réjouit que son intention était d'utiliser les Kamen Riders pour punir les autres extraterrestres de l'avoir trahi. Après la bataille, les amis de Sento sont déçus de voir que, malgré leurs efforts, les Kamen Riders sont toujours perçus comme une menace, mais il a un peu de réconfort une fois qu'un enfant et sa sœur aînée qu'il avait sauvée semblent le remercier.
Après le générique de fin, Sento travaille sur le panel blanc de la Pandora Box quand une porte s'ouvre soudainement devant lui, le traînant vers un endroit inconnu où il observe plusieurs Kamen Riders se battant contre leurs ennemis respectifs, jusqu'à ce que Kamen Rider Zi-O apparaisse devant lui et utilise la Build Armor. Après avoir vaincu tous les combattants avec aisance, Zi-O se présente à Sento, prétendant être le roi démoniaque doté des pouvoirs de tous les Kamen Riders de l'ère Heisei.

## Distribution
- Atsuhiro Inukai (犬飼 貴丈, Inukai Atsuhiro?) : Sento Kiryū (桐生 戦兎, Kiryū Sento?)
- Eiji Akaso (赤楚 衛二, Akaso Eiji?): Ryūga Banjō (万丈 龍我, Banjō Ryūga?)
- Kaho Takada (高田 夏帆, Takada Kaho?):  Misora Isurugi (石動 美空, Isurugi Misora?)
- Kouhei Takeda (武田 航平, Takeda Kōhei?) : Kazumi Sawatari (猿渡 一海, Sawatari Kazumi?)
- Yuki Ochi (越智 友己, Ochi Yūki?) : Nariaki Utsumi (内海 成彰, Utsumi Nariaki?)
- Zyouzi Kokubo (小久保 丈二, Kokubo Jōji?) : Shinobu Katsuragi (葛城 忍, Katsuragi Shinobu?)
- Takumi Katsuragi (葛城 巧, Katsuragi Takumi?) : Yukiaki Kiyama (木山 廉彬, Kiyama Yukiaki?)
- Mitsuomi Gōbara (郷原 光臣, Gōbara Mitsuomi?) : Takashi Fujii (藤井 隆, Fujii Takashi?)
- Rena Matsui (松井 玲奈, Matsui Rena?): Ryōka Saiga (才賀 涼香, Saiga Ryōka?)
- Koharu (呼春?): Yū Maihara (舞原 由宇, Maihara Yū?)
- Shouki Tsuru (鶴 翔麒, Tsuru Shōki?) : Arata Maihara (舞原 新汰, Maihara Arata?)
- Shiihashi Justaway (しいはし ジャスタウェイ, Shiihashi Jasutawei?) : Citoyen Japonais
- Saemi Ikeda (池田 沙絵美, Ikeda Saemi?) : Présentateur du journal
- Airi Yoshida (吉田 愛梨, Yoshida Airi?) : Journaliste météo
- Asami Uchimura (内村 麻美, Uchimura Asami?) : Reporter
- Yukari Taki (滝 裕可里, Taki Yukari?) : Sawa Takigawa (滝川 紗羽, Takigawa Sawa?)
- Kensei Mikami (水上 剣星, Mikami Kensei?) : Gentoku Himuro (氷室 幻徳, Himuro Gentoku?)
- Yasuyuki Maekawa (前川 泰之, Maekawa Yasuyuki?) : Sōichi Isurugi (石動 惣一, Isurugi Sōichi?), Evolto (エボルト, Eboruto?)
- Tetsuo Kanao (en) (金尾 哲夫, Kanao Tetsuo?) : Evolto (エボルト, Eboruto?, Voix), Voix de l'Evol Driver
- Masanobu Katsumura (勝村 政信, Katsumura Masanobu?) : Kengo Inō (伊能 賢剛, Inō Kengo?)
- Sora Amamiya (雨宮 天, Amamiya Sora?) : Vernage (ベルナージュ, Berunāju?, Voix)
- So Okuno (奥野 壮, Okuno Sō?) : Kamen Rider Zi-O (仮面ライダージオウ, Kamen Raidā Jiō?, Voix)
- Katsuya Kobayashi (小林 克也, Kobayashi Katsuya?) : Voix du Build Driver
- Norio Wakamoto (若本 規夫, Wakamoto Norio?) : Voix du Sclash Driver, du Crocodile Crack Fullbottle, du Cross-Z Magma Knuckle et du Great Cross-Z Dragon
- Rikiya Koyama (小山 力也, Koyama Rikiya?), Yohei Onishi (大西 洋平, Ōnishi Yōhei?) : Voix du Ziku-Driver

## Musique
- Everlasting Sky
  - Paroles : Shōko Fujibayashi
  - Composition : Hidehiro Kawai
  - Arrangement : Keiichi Tomita
  - Artiste : Beverly